# Confrontos entre Bahia e Botafogo no futebol
Bahia e Botafogo são dois clubes brasileiros que disputam um importante confronto interestadual (Bahia versus Rio de Janeiro) do futebol brasileiro.

## História dos confrontos
A primeira partida entre as duas equipes foi a vitória botafoguense por 4–3 no antigo Campo da Graça, em Salvador, em um amistoso realizado no dia 30 de outubro de 1935. O resultado garantiu ao Botafogo a Taça Juracy Magalhães.
O confronto, marcado pelo equilíbrio, não possui grandes goleadas em seu retrospecto. O placar mais elástico que já ocorreu no duelo foi 4–0 a favor do Botafogo, fora de casa, no dia 6 de dezembro de 1970, em partida válida pela primeira fase do Campeonato Brasileiro, no Estádio Batistão, em Aracaju. Por outro lado, em jogos eliminatórios, o Bahia sagrou-se vencedor em todas as oportunidades: no Campeonato Brasileiro de 1963, o tricolor eliminou o alvinegro na semifinal e se classificou para a Copa Libertadores do ano seguinte, mas acabou derrotado pelo Santos na decisão; já na Copa do Brasil de 1990, os baianos superaram os cariocas nas oitavas de final; e 28 anos depois, as equipes se encontram nas oitavas de final da Copa Sul-Americana, e o Bahia ficou com a vaga na disputa por pênaltis. Curiosamente, em todas as vezes que o Bahia eliminou o Botafogo em um torneio eliminatório, o tricolor acabou sendo derrotado na fase seguinte para o time que viria a ser campeão da competição.

## Estatísticas
Campeonato Brasileiro
Pelo Campeonato Brasileiro Unificado foram disputadas 50 partidas, com 19 vitórias do Bahia, 15 do Botafogo e 16 empates, 56 gols a favor do Bahia e 58 a favor do Botafogo.

## Jogos decisivos
Em competições da CBF
- Em 1963, o Bahia eliminou o Botafogo na semifinal do Campeonato Brasileiro.[3]
- Em 1990, o Bahia eliminou o Botafogo nas oitavas de final da Copa do Brasil.[4]
- Em 2024, o Bahia eliminou o Botafogo nas oitavas de final da Copa do Brasil.

Em competições da CONMEBOL
- Em 2018, o Bahia eliminou o Botafogo nas oitavas de final da Copa Sul-Americana.[5]

Em decisões de outros Troféus
4 Taças a favor do Botafogo
Taça Juracy Magalhães: 1935
Taça Prefeito Dr. Durval Neves da Rocha: 1942
Taça Independência do Brasil: 1971
Troféu Governador de Rondônia: 1985

## Confrontos
| Vitória do Bahia | Empate | Vitória do Botafogo |

### Anos 2010
| Data                   | Torneio       | Estádio          | Casa     | Visitante | Placar | Gols (casa)                                    | Gols (visitante)                                 |
| ---------------------- | ------------- | ---------------- | -------- | --------- | ------ | ---------------------------------------------- | ------------------------------------------------ |
| 10 de julho de 2011    | Série A       | Pituaçu          | Bahia    | Botafogo  | 1–1    | Elkeson 29'                                    | Fahel 77'                                        |
| 8 de outubro de 2011   | Série A       | São Januário     | Botafogo | Bahia     | 2–2    | Alex 55', Caio 57'                             | Souza 28', 61'                                   |
| 7 de julho de 2012     | Série A       | Engenhão         | Botafogo | Bahia     | 3–0    | Cidinho 6', 45', Elkeson 47'                   |                                                  |
| 30 de setembro de 2012 | Série A       | Pituaçu          | Bahia    | Botafogo  | 2–0    | Fahel 18', Hélder 85'                          |                                                  |
| 5 de junho de 2013     | Série A       | Batistão         | Bahia    | Botafogo  | 2–1    | Fernandão 40', 68'                             | Vitinho 7'                                       |
| 22 de setembro de 2013 | Série A       | Maracanã         | Botafogo | Bahia     | 1–2    | Edílson 30'                                    | Fernandão 81', Obina 85'                         |
| 4 de maio de 2014      | Série A       | Arena Fonte Nova | Bahia    | Botafogo  | 1–0    | Maxi Biancucchi 58'                            |                                                  |
| 17 de setembro de 2014 | Série A       | Maracanã         | Botafogo | Bahia     | 2–3    | Emerson Sheik 29', 43' (pen)                   | Dankler 31', Maxi Biancucchi 73', Branquinho 90' |
| 25 de julho de 2015    | Série B       | Arena Fonte Nova | Bahia    | Botafogo  | 1–1    | Kieza 52'                                      | Luís Henrique 28'                                |
| 31 de outubro de 2015  | Série B       | Nilton Santos    | Botafogo | Bahia     | 1–0    | Neilton 51'                                    |                                                  |
| 28 de maio de 2017     | Série A       | Nilton Santos    | Botafogo | Bahia     | 1–0    | Bruno Silva 43'                                |                                                  |
| 27 de agosto de 2017   | Série A       | Arena Fonte Nova | Bahia    | Botafogo  | 1–2    | Renê Júnior 16'                                | Roger 12', Bruno Silva 90+1'                     |
| 10 de junho de 2018    | Série A       | Arena Fonte Nova | Bahia    | Botafogo  | 3–3    | Régis 45+2' (pen), Vinícius 73', Allione 90+3' | Kieza 12', 50', Valencia 83'                     |
| 20 de setembro de 2018 | Sul-Americana | Arena Fonte Nova | Bahia    | Botafogo  | 2–1    | Ramires 4', Clayton 59'                        | Rodrigo Pimpão 61'                               |
| 3 de outubro de 2018   | Sul-Americana | Nilton Santos    | Botafogo | Bahia     | 2–1    | Rodrigo Pimpão 25', Luiz Fernando 39'          | Edigar Junio 32'                                 |
| 20 de outubro de 2018  | Série A       | Nilton Santos    | Botafogo | Bahia     | 0–1    |                                                | Edigar Junio 47'                                 |
| 2 de maio de 2019      | Série A       | Nilton Santos    | Botafogo | Bahia     | 3–2    | Erik 29', João Paulo 35', Cícero 45+2'         | Arthur Caike 6', Ernando 82'                     |
| 25 de setembro de 2019 | Série A       | Arena Fonte Nova | Bahia    | Botafogo  | 2–0    | Artur 23', Elber 63'                           |                                                  |

### Anos 2020
| Data                   | Torneio        | Estádio          | Casa     | Visitante | Placar | Gols (casa)                            | Gols (visitante)                     |
| ---------------------- | -------------- | ---------------- | -------- | --------- | ------ | -------------------------------------- | ------------------------------------ |
| 30 de setembro de 2020 | Série A        | Nilton Santos    | Botafogo | Bahia     | 1–2    | Pedro Raúl 90+1'                       | Gilberto 42', Elber 84'              |
| 8 de novembro de 2020  | Série A        | Arena Fonte Nova | Bahia    | Botafogo  | 1–0    | Rodriguinho 90+6' (pen)                |                                      |
| 24 de abril de 2023    | Série A        | Arena Fonte Nova | Bahia    | Botafogo  | 1–2    | Vítor Jacaré 41'                       | Júnior Santos 28', Tchê Tchê 77'     |
| 27 de agosto de 2023   | Série A        | Nilton Santos    | Botafogo | Bahia     | 3–0    | Diego Costa 4', 52', Luis Henrique 76' |                                      |
| 5 de maio de 2024      | Série A        | Nilton Santos    | Botafogo | Bahia     | 1–2    | Jeffinho 63'                           | Everaldo 45' (pen), Rafael Ratão 86' |
| 30 de julho de 2024    | Copa do Brasil | Nilton Santos    | Botafogo | Bahia     | 1–1    | Carlos Alberto 7'                      | Cauly 45'                            |
| 7 de agosto de 2024    | Copa do Brasil | Arena Fonte Nova | Bahia    | Botafogo  | 1–0    | Luciano Rodríguez 87'                  |                                      |
| 25 de agosto de 2024   | Série A        | Arena Fonte Nova | Bahia    | Botafogo  | 0–0    |                                        |                                      |
| 3 de maio de 2025      | Série A        | Arena Fonte Nova | Bahia    | Botafogo  | 1–0    | Cauly 39'                              |                                      |